# Друга кінна армія
Друга кінна армія — оперативне з'єднання кавалерії в РСЧА під час Громадянської війни в Росії 1917—1921. 

## Історія
Створена за наказом РВР у складі Південно-Західного фронту від 16 липня 1920 для боротьби з Російською армією генерал-лейтенанта П.Врангеля. До Другої Кінної армії входили 2-га, 16-та, 20-та і 21-ша кавалерійські дивізії. Діяла у складі Південно-Західного фронту та Південного фронту (з 21 вересня 1920). У серпні вела бої в Північній Таврії, наприкінці серпня здійснила 220-кілометровий рейд у тилу противника до Каховського плацдарму. У вересні після отримання поповнення виведена до резерву. В жовтні вела бої на Правобережній Україні, форсувала Дніпро, утримувала Нікопольський плацдарм. Брала участь у Перекопсько-Чонгарській операції 1920. 6 грудня 1920 переформована в 2-й Кінний корпус.

## Склад армії
- 2-га імені М. Ф. Блінова кавалерійська дивізія
- 16-та кавалерійська дивізія
- 20-та кавалерійська дивізія
- 21-ша кавалерійська дивізія
- 3-тя стрілецька дивізія
- 46-та стрілецька дивізія

## Командування

### Командувачі
- О. І. Городовиков (16 липня — 6 вересня 1920)
- П. К. Миронов (6 вересня — 6 грудня 1920)

### Члени Реввійськради армії
- Ю. О. Щаденко (липень-жовтень 1920)
- М. П. Горбунов (жовтень-листопад 1920)

### Начальники штабу
- В. Я. Качалов (липень 1920)
- С. Д. Харламов (липень 1920)
- М. К. Щолоков (28 липня - 10 жовтня 1920)
- Г. О. Армадеров (10 жовтня — 6 грудня 1920)